# Ludvik Mrzel
Ludvik Mrzel - Frigid, slovenski pisatelj, pesnik in publicist, * 28. julij 1904, Loka pri Zidanem Mostu, Slovenija † 29. september 1971, Ljubljana, Slovenija.

## Življenjepis
Po končani osnovni šoli se je vpisal na gimnazijo, od koder so ga izgnali zaradi sodelovanja v rudarski stavki v Trbovljah. Dokončal jo je leta 1924 v Jagodini in Ćupriji. Vpisal se je na medicino, a se je kmalu prepisal na filozofijo in slavistiko. Zaposlil se je kot časnikar. Med 2. svetovno vojno je bil ujetnik v italijanskih in nemških zaporih ter taboriščih, po osvoboditvi in po vrnitvi iz Dachaua pa je postal upravnik Slovenskega narodnega gledališča (SNG) in pomočnik direktorja Drame SNG v Mariboru. Na tako imenovanih Dachauskih procesih je bil na 10. procesu leta 1949 obsojen na 12 let ječe.
Pred vojno je kot urednik sodeloval pri revijah Mladina in Svobodna mladina. Za Jutro je pisal feljtone, sicer pa je pisal lirične črtice, novele ter socialno obarvane pravljice. Pisal je v slogu ekspresionizma in socialnega realizma. V časopisih je objavljal tudi književne in gledališke kritike, reportaže in poročila o kulturnem življenju slovenskih izseljencev v ZDA. Želel je izdati zbornik o Slovencih v taborišču Dachau; pripravljeno gradivo je izginilo v sodnih procesih. 
Prevajal je ruske in ukrajinske pravljice, Knuta Hamsuna, Alexa Steinerja, Theodorja Plievierja, Franca Werferja, Antoniusa Roothaerta, Vasilija Čujkova, A. I. Eremenka, Güntherja Andersa, Jeana Rousselota, Johna Knittela, Sergeja Aleksandroviča Tokareva in več del Karla Maya (izšlo je 66 knjig).

## Dela
- Luči ob cesti (črtice) (1932)
- Peter se zbudi v življenje (roman) (1933)
- Bog v Trbovljah (zbirka pravljic) (1937)
- Ogrlica (pesniška zbirka) (1962)